# Alison Reid
Pour les articles homonymes, voir Reid.
Alison Reid est une actrice, réalisatrice scénariste et productrice canadienne. Alison Reid est une réalisatrice primée. Elle a commencé sa carrière en tant que coordinatrice de cascades.
Après avoir réalisé un certain nombre de films, elle créé Free Spirit Films  afin de produire des projets de genres divers mais avec une démarche assez similaire dans leur exploration de l'esprit humain. Alison Reid a également créé Pursuing Giraffe Adventures Inc. qui a notamment produit the Woman who loves Giraffes. Alison Reid fait ses débuts en tant que réalisatrice de courts métrages avec "Succubus".

## Biographie
Alison est née à Toronto, au Canada. Elle a grandi dans une ferme à une heure à l'est de la ville. En 1991, elle est diplômée en design à l'Université Ryerson située à Toronto. Après une enfance passée principalement à cheval, sa vie d'adulte en tant que cascadeuse a été en grande partie composée de chutes de bâtiments, de voitures écrasées, de se faire tirer dessus ou encore de courir en feu. Après plusieurs blessures dont un cou cassé (roulis de voiture), une brûlure (explosion prématurée) et un genou reconstruit (accident de moto), Alison est passée à la coordination des cascades et à les exécuter 

## Cascadeuse et Coordinatrice de Cascades
Alison Reid est reconnue comme une coordinatrice de cascades chevronnée avec une longue liste de crédits comprenant des réalisations telles que "Saw II", "The Dark Hours" et "existent".
En tant que cascadeuse, elle a plus de 200 crédits à son nom, y compris "Four Brothers", "Exit Wounds" et "The Man". Elle a également de l'expérience dans la réalisation de deuxième unité, notamment "DC 911: Time of Crisis" de Showtime, la série "The War Next Door" de USA Network, la mini-série de Pebblehut "The Third Twin" et la série Fireworks "Highlander: The Raven".

## Réalisatrice
Le développement professionnel de Alison Reid comprend le fait d'être l'une des six femmes choisies pour participer à l'atelier «Women in the Director's Chair Workshop» au Banff Centre for the Arts en 2001; participation à «The Producers Workshop» au Centre canadien du film; directeur de l'observation, Bruce McDonald; participation au «Cours d'écriture de niveau expert» de Women in Film and Television; et le «Programme de formation des monteurs d'histoires» de l'Académie canadienne du cinéma et de la télévision.
Alison est titulaire d'un baccalauréat en arts appliqués en radio et télévision de l'Université Ryerson Polytechnic. Elle a reçu une bourse CTV pour assister au Banff 2001 Television Festival. Elle est une ancienne élève du Producer’s Lab du Canadian Film Centre et du programme Women In The Director’s Chair de CWW.
Tout au long de sa carrière, Alison a toujours gardé une main dans le côté créatif des choses, développant ses propres projets et écrivant sur la série CTV "Katts and Dog" (présentée aux États-Unis sous le nom de "Rin Tin Tin K-9 Cop") et sur la série «Parole Board» de Pearson Lamb. Elle travailla ensuite sur plusieurs projets en développement dont la série d'action / drame, "Hard Knocks" et la comédie / thriller noir, "Dijon".
Par la suite, Reid se concentre désormais exclusivement sur la poursuite de sa carrière de réalisateur.

## The Baby Formula
En 2008, elle réalise, produit et joue dans le film The Baby Formula,
Reid a reçu le Crystal Award 2007 du directeur émergent de la DGC / WIFT. Son long métrage indépendant, The Baby Formula (2009), vendu internationalement, a remporté le prix du public au Festival du film Inside Out LGBT, le meilleur film LGBT au Festival du film de Nashville. Alison Reid fut nommée en 2009 pour le Zénith d'or au Festival des films du monde de Montréal . Ses crédits de réalisation télévisuelle incluent Saving Hope, Heartland et Murdoch Mysteries. Reid est également le récipiendaire du Crystal Award décerné par la Guilde canadienne des réalisateurs pour le meilleur réalisateur émergent.

## The Woman who loves the Giraffes
En 2011, l’émission Ideas sur la chaîne radiophonique CBC diffuse un reportage sur Dr Anne Innis Dagg scientifique canadienne, pionnière dans la recherche sur les girafes en 1956 avec une méthode hors captivité dans leur milieu naturel en Afrique du Sud en plein Apartheid . Anne Innis Dagg démarre son étude des girafes au ranch Fleur de Lys situé à proximité de Grahamstown, en Afrique du Sud, près du Parc national Kruger quatre ans avant que Jane Goodall ne commence ses recherches sur les chimpanzés en Tanzanie (1960) et sept avant que Dian Fossey ne commence ses recherches sur les gorilles dans le Virunga au Rwanda (1963) et que sa compatriote canadienne Birutė Galdikas qui étudie les Orang-outans en Indonésie, cela bien que ces trois chercheuses nommées les Trimates rattachées au paléontologue kényan Louis Leakey soient bien plus célèbres qu'elle aujourd'hui en ayant repris la même méthode d'observation sur le site des animaux étudiés.
Anne Innis Dagg a souffert du sexisme pratiqué dans son université de rattachement de Université de Guelph et aussi celle de l'université de Waterloo en Ontario. Cette émission sur CBC capta l’attention de la réalisatrice Alison Reid qui entreprit de tourner le film The Woman who loves giraffes,,.
Dr Anne Innis Dagg fut lauréate de Prix Planet in Focus 2018 Canadian Eco-Hero  Il y eut une célébration, le 18 octobre 2018, avec, à cette occasion, une projection du film Woman Who Loves Giraffes au 19e Festival du Film Environmental à Toronto,,,.

## Filmographie
Coordinateur de Cascades 
- 2016 : Excitable Chap
- 2016 : Concocting A Killer
- 2016 : A Study in Pink
- 2016 : Great Balls of Fire, Part 2
- 2016 : Great Balls of Fire, Part 1
- 2016 : Cometh the Archer
- 2016 : From Buffalo With Love
- 2016 : Bloody Hell
- 2016 : House of Industry
- 2016 : Wild Child
- 2016 : Colour Blinded
- 2016 : Unlucky In Love
- 2016 : A Case of The Yips
- 2016 : The Big Chill
- 2016 : Raised On Robbery
- 2015 : A Merry Murdoch Christmas
- 2015 : Pipe Dreamzzz
- 2015 : Summer of '75
- 2015 : The Local Option
- 2015 : 24 Hours Til Doomsday
- 2015 : Barenaked Ladies
- 2015 : Double Life
- 2015 : Marked Twain
- 2015 : Nolo contendere

Actrice
- 1986 : The Edison Twins (série télévisée) : Mary
- 1988 : Drop-Out Mother (téléfilm)
- 1988 : Night Heat (série télévisée) : l'infirmière
- 1991 : Black Robe
- 1992 : Beyond Reality (série télévisée) : la femme aux cheveux roux
- 1994 : Death Wish V: The Face of Death : la cycliste
- 1998 : Papertrail : Karen
- 2008 : The Baby Formula : l'intervieweuse

Productrice
- 1996 : The Anti Gravity Room (série télévisée)
- 2006 : Succubus (court métrage)
- 2008 : The Baby Formula

Réalisatrice 
- 2006 : Succubus (court métrage)
- 2008 : The Baby Formula
- 2008 : Ren
- 2012-2017 : Saving Hope
- 2017 : The Accident
- 2017 : Dr. Osler Regrets
- 2017 : The Canadian Patient
- 2017 : Below Her Mouth
- 2017-2018 : Heartland
- 2018 : Drowning in Money
- 2018 : The Spy Who Loved Murdoch
- 2018 : Backstabbing for Beginners
- 2018 : The Woman Who loves Giraffes[10]
- 2015-2019 : Les Enquêtes de Murdoch
- 2019 : Hudson & Rex

## Nominations et Récompenses
The Woman Who Loves Giraffes
- 2020 : New York Wild Film Festival, vainqueur, « Trailblazer Award »
- 2019 : Global Science Film Festival Zurich, vainqueur, prix du meilleur film
- 2019 : Sonoma International Film Festival, vainqueur, prix du meilleur film documentaire
- 2019 : Sonoma International Film Festival, vainqueur, prix du public  (documentaire)
- 2019 : Sebastopol Documentary Film Festival, vainqueur, prix du public
- 2019 : Seattle International Film Festival, sélection « Best of the Festival »
- 2019 : International Science Film Festival Nijmegen, nomination, meilleur film

The Baby Formula
- 2008 : Whistler International Film Film Festival, nomination, Borsos Competition
- 2009 : Inside Out LGBT Film Festival, vainqueur, prix du public
- 2009 : Inside Out LGBT Film Festival, vainqueur, meilleure performance
- 2009 : Nashville Film Festival, vainqueur, meilleur film LGBT
- 2009 : Monaco Charity Film Festival, vainqueur, meilleur film
- 2009 : Montréal World Film Festival, nomination, « Golden Zenith Award »
- 2009 : Just For Laughs Film Festival, mention honorable, « Christopher Wetzel Award for Independent Comedy »
- 2010 : International GLFF of Bilbao, vainqueur, prix d'interprétation féminine
- 2007 : Crystal Award DGC, vainqueur, meilleure nouvelle réalisatrice